# Fundació Universitària del Bages
La Fundació Universitària del Bages (FUB) és una institució privada amb vocació de servei públic, l'objectiu principal de la qual és garantir una oferta d'estudis universitaris a les comarques centrals de Catalunya d'acord amb criteris de qualitat, adequació a les necessitats del mercat de treball i equilibri territorial del sistema universitari català. Va néixer el 1986 i va iniciar la seva activitat acadèmica el 1990, amb la creació de l'Escola Universitària d'Infermeria. Està ubicada a Manresa i, actualment, imparteix els graus universitaris d'Infermeria, Fisioteràpia, Logopèdia, Podologia, Administració i Direcció d'Empreses (ADE) i Educació Infantil. La signatura d'un acord de federació amb la Fundació Universitària Balmes, el 30 de gener de 2014, va convertir la Fundació Universitària del Bages en la seu del campus Manresa (UManresa) de la Universitat de Vic - Universitat Central de Catalunya.
UManresa acull diferents centres i serveis que completen i donen valor als estudis de grau. D'una banda, la Clínica Universitària, un equipament amb doble funció assistencial i docent, és l'entorn en el qual els estudiants de Ciències de la Salut adquireixen habilitats teoricopràctiques lligades a la seva professió, tant en aules de simulació com a partir de l'observació dels professionals que hi treballen. Per altra banda, el Centre d'Innovació en Simulació (CISARC) utilitza la metodologia de la simulació en la formació i entrenament dels professionals de la salut: des de la formació de pregrau i els cicles formatius de la branca sanitària a la formació universitària de postgrau o la formació continuada dels professionals.
També compta amb el Lab 0-6, un espai per a la descoberta, recerca i documentació per a l'educació científica a les primeres edats, un recurs dirigit pels estudis d'Educació Infantil.
Finalment, també disposa d'un Campus Professional, en el marc del qual imparteix cicles formatius de grau superior en modalitat dual. Actualment, hi ha en funcionament el CFGS de Pròtesis Dentals, el CFGS d'Educació Infantil, el CFGS d'Administració i Finances i el CFGS de Comerç Internacional.
Com a campus Manresa del Centre Internacional de Formació Contínua de la Universitat de Vic - Universitat Central de Catalunya també té una oferta pròpia de màsters, postgraus i cursos d'especialització.
El campus FUB abasta més de 20.000m2, al llarg de l'avinguda Universitària. Compta amb tres edificis: l'edifici FUB, seu principal de la institució, on hi ha, a més dels serveis administratius i acadèmics, l'aulari convencional; l'edifici CU+, on es troba la Clínica Universitària i els espais per a la formació teoricopràctica i la simulació clínica dels estudis de Ciències de la Salut; i l'edifici FUB2, que acull el Lab 0-6 i l'aulari i els laboratoris del cicle formatiu de grau superior en pròtesis dentals.
La FUB forma part, juntament amb la UOC, la UPC i la Universitat Internacional de Catalunya UIC, del Campus Universitari de Manresa, en el marc del qual els quatre centres comparteixen equipaments com la Biblioteca del Campus Universitari de Manresa (BCUM) i la residència d'estudiants.

## Història
La Fundació Universitària del Bages es constitueix l'octubre de 1986, però no inicia la seva activitat fins al maig del 1990, coincidint amb la posada en funcionament de l'Escola Universitària d'Infermeria. Al llarg de la seva trajectòria, ha anat incorporant diferents titulacions universitàries. En el terreny de les Ciències de la Salut, imparteix Infermeria, des del 1990, Fisioteràpia des del 1998, Podologia, des del 1999, i Logopèdia, des del 2001. En el de les Ciències Socials, imparteix estudis d'Administració i Direcció d'Empreses (ADE), recollint la tradició dels estudis de Ciències Empresarials que ha ofert ininterrompudament des del 1993, i d'Educació Infantil, des del 2009. Del 1994 al 2002, també va impartir estudis de Gestió i Administració Pública. Fins al 2014, la FUB va ser un centre amb tots els estudis adscrits a la Universitat Autònoma de Barcelona (UAB), excepte els de Gestió i Administració Pública, que ho havien estat a la Universitat Pompeu Fabra. A partir del 2015, la FUB es converteix en un centre federat de la Universitat de Vic - Universitat Central de Catalunya i seu del campus Manresa d'aquesta universitat, mentre inicia la desadscripció progressiva dels seus estudis de la UAB.

### Creació del campus UManresa
El 25 d'abril de 2013, els dos alcaldes i presidents dels patronats de les fundacions universitàries Bages i Balmes, Valentí Junyent i Josep Maria Vila d'Abadal, signen un acord per a la creació d'una estructura universitària federada. És al Palau Robert i amb la presència del secretari d'Universitats i Recerca, Antoni Castellà. El document compromet les dues institucions a explorar les diferents possibilitats de cooperació i a buscar les vies per donar forma a un projecte conjunt. Nou mesos més tard, el 30 de gener de 2014, el Parlament de Catalunya acull la signatura del contracte federatiu que formalitza la relació entre les dues fundacions i identifica espais de col·laboració i projectes de futur comuns. L'acte compta amb la participació dels alcaldes de Manresa i Vic, Junyent i Vila d'Abadal, del conseller d'Universitats, Recerca i Societat de la Informació, Andreu Mas-Culell, del secretari d'Universitats i Recerca, Antoni Castellà i del rector de la Universitat de Vic - Universitat Central de Catalunya, Jordi Montaña. Tot just uns dies abans, el 22 de gener, el ple del Parlament havia aprovat, juntament amb la llei d'acompanyament als pressupostos, el canvi de nom de la Universitat de Vic pel d'Universitat de Vic – Universitat Central de Catalunya.

## La Clínica Universitària[calcitació]
La Clínica Universitària (CU+) és un centre sanitari especialitzat en Fisioteràpia, Podologia i Logopèdia. També disposa de servei de dietètica i nutrició, d'assessorament psicològic i d'assessorament psicopedagògic per a infants. Ofereix atenció privada a la població en general i, també, a través de concerts i convenis de col·laboració amb institucions diferents. Una part dels professionals de la CU+ són professors dels estudis de Ciències de la Salut de la Fundació Universitària del Bages (FUB) que combinen la docència amb la pràctica assistencial. L'equip es completa amb titulats de la mateixa FUB que han estat seleccionats entre els millors expedients acadèmics i personals. D'altra banda, la CU+ ofereix espais per a la simulació i l'activitat pràctica dels estudis de Ciències de la Salut de la FUB, tant de grau com de postgrau. És un valor afegit a la formació professionalitzadora que reben els estudiants.
La Clínica Universitària disposa d'unitats d'especialització en les quals treballen de manera coordinada i interdisciplinària diferents professionals. Actualment, en funcionen tres: la de cirurgia podològica (amb podòlegs i anestesista), la de veu cantada i parlada (amb logopedes, metge otorrinolaringòleg i fisioterapeuta) i la de salut i esport (amb fisioterapeuta, dietista, podòleg i psicòleg).

## El CISARC
El Centre d'Innovació en Simulació (CISARC) és un programa d'acceleració d'aprenentatges i experiències innovadores en l'àmbit clínic. Ubicat al campus Manresa de la Universitat de Vic - Universitat Central de Catalunya, duu a terme formació i entrenament a professionals de la salut, des del nivell de pre-grau al de grau, postgrau i formació contínua. Treball en tres línies principals d'actuació: el desenvolupament d'equips d'alt rendiment clínic, la innovació clínica i el suport a la recerca aplicada i la consultoria i desenvolupament de projectes. Utilitza les instal·lacions de la Clínica Universitària, on disposa més de 1.000m2 útils per a la pràctica de la simulació clínica, amb quiròfan acreditat i homologat, UCI, sala de reanimació, habitacions hospitalàries, consultori polivalent, simuladors d'alta i baixa complexitat amb aparellatge i tecnologia sanitària, equips audiovisuals d'enregistrament, connectats a diferents aules de formació per a un visionat en directe o videoconferència de telemedicina i espai per recrear situacions d'emergència extrahospitalària.

## El Lab 0-6
El Lab 0-6 és un centre de formació i recerca per a l'educació científica a les primeres edats impulsat pels estudis d'Educació Infantil de la Facultat de Ciències Socials de Manresa de la Universiat de Vic - Universitat Central de Catalunya. Les seves activitats s'adrecen als infants de fins a 6 anys, sigui en grups d'escolars sigui amb les respectives famílies. També ofereix formació en didàctica de la ciència per a professionals de l'educació i per als estudiants de magisteri. Finalment, compta també amb un equip d'investigadors que utilitzen aquest espai com a base per a les seves recerques en innovació educativa en l'àmbit de l'ensenyament de la ciència.

## El Campus Professional UManresa
El Campus Professional UManresa imparteix formació professional superior en un entorn universitari. Forma part del Campus Professional de la Universitat de Vic - Universitat Central de Catalunya, amb la qual comparteix criteris i metodologia: la seva oferta se centra en cicles formatius de grau superior d'especialitats impartides per la universitat, en col·laboració amb els agents implicats de l'entorn i a partir de la formació dual, molt connectada amb el món de l'empresa. El Campus Professional UManresa ofereix el CFGS de Pròtesis Dentals, el CFGS d'Educació Infantil especialitzat en ciència i experimentació, el CFGS d'Administració i Finances i el CFGS de Comerç Internacional.